# Яворє (Шмартно-при-Літії)
Яворє (словен. Javorje) — поселення в общині Шмартно-при-Літії, Осреднєсловенський регіон, Словенія. 
Висота над рівнем моря: 555,1 м.